# Peraceae
Peraceae, biljna porodica u redu malpigijolike. Raširena je u tropima, Amerike, Afrike i Azije. Postoji preko 100 vrsta grmlja i drveća, često zimzelena, bez lateksa, podijeljenih u pet rodova.
Drveće ili grmlje, obično zimzeleno, bez lateksa (rijetko se javlja žućkasti vodenasti eksudat), bez ekstracvjetnih nektarija. Listovi naizmjenični (rijetko nasuprotni), jednostavni, rubovi cjeloviti, peteljka prisutna, prilično kratka, žljezdasta, stipule prisutne i ljuskaste do velike ili (gotovo) odsutne do nevidljive. Reproduktivni tip, oprašivanje.

## Rodovi
1. Chaetocarpus Thwaites
2. Clutia Boerh. ex L.
3. Pera Mutis
4. Pogonophora Miers ex Benth.
5. Trigonopleura Hook. f.